# Phalacrachena inuloides
Phalacrachena inuloides là một loài thực vật có hoa trong họ Cúc. Loài này được (Fisch. ex Janka) Iljin miêu tả khoa học đầu tiên năm 1937.